# Pateriță

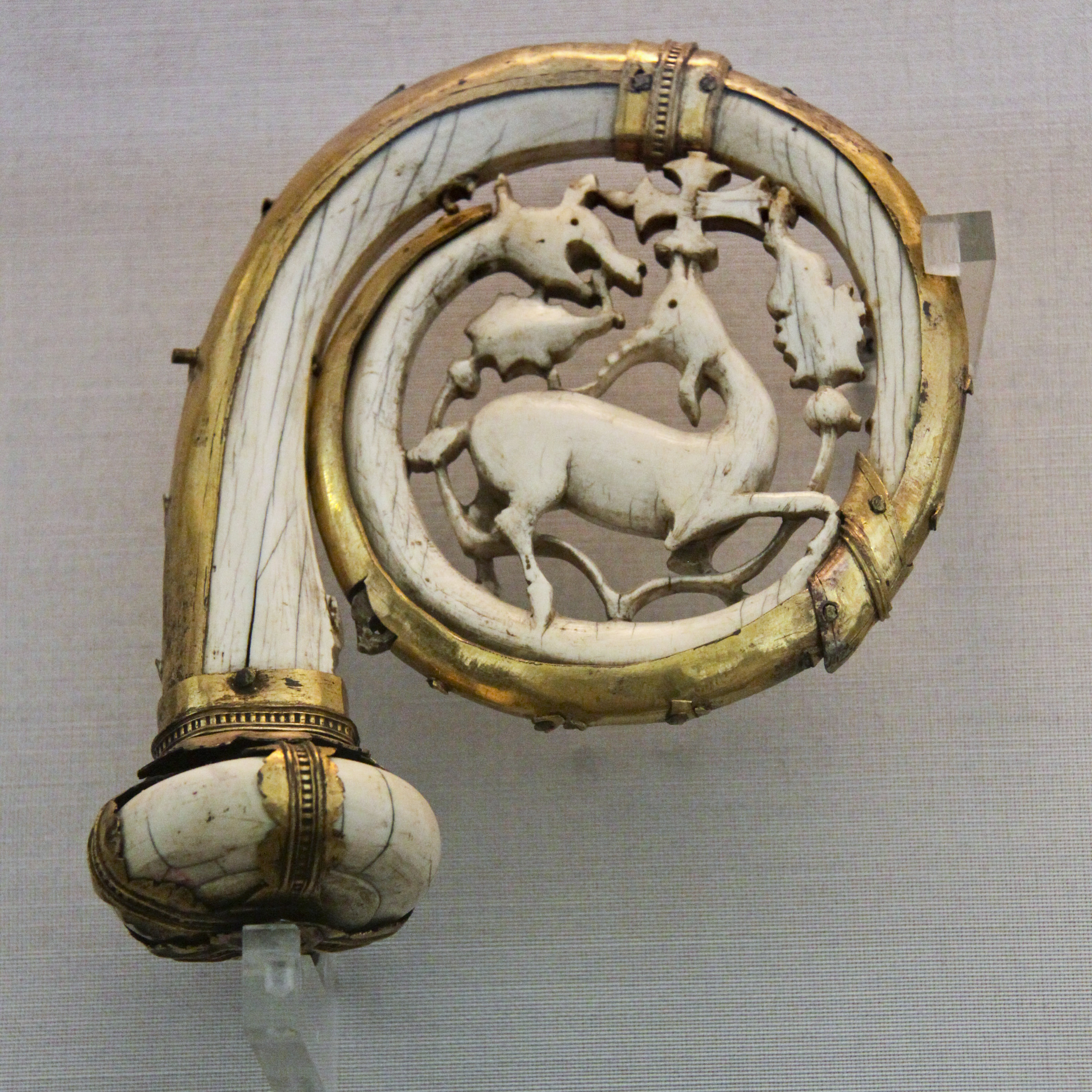
Cap de pateriţă apuseană din secolul 11, Italia.

Paterița (din limba greacă „pateritsa”) sau cârja arhierească este un toiag lung de un „stat de om” sau de un stânjen. Ea face parte din insignele și veșmintele distinctive purtate de ierarhi și monahi de rang înalt ai bisericii creștine apusene și de răsărit, fiind un simbol al autorității păstorești și al dreptului de jurisdicție. Paterița face parte din simbolurile componente ale stemei Patriarhiei Române adoptată în 1928.

## Origini
Din timpurile vechi, se purta un baston de către slujitorii sfințiți, ca semn al puterii pastorale. În Orient cârja a fost întâi de lemn, terminată de obicei printr-o Cruce a Sfântului Antonie, în forma unui T.
Cârjele pastorale din prezent, cu aspectul lor impunător, își au originea la curtea imperială bizantină, unde ofițerii curții purtau la ceremonii un baston înalt, care era oferit ca o distincție de către împărat. Împodobirea lui era felurită, potrivită cu gradele curtenilor. Pentru „crossa” apuseană exista documente mai vechi pentru a fixa existența ei înca din secolul al IV-lea. În Răsărit însă, lipsesc documente mai precise asupra acestei chestiuni. Numai Codin Curoparatul și sfântul Simeon din Salonic fac mențiune despre ea. Sfântul Simeon ne spune că „pentru ca arhiereul să poată povățui și să pedepsească pe cei plecați și a aduna la sine pe cei depărtați este dată această cârjă”. După Sfântul Simeon, deducem că pe vremea aceea (sec. XV) cârja avea în partea de sus o terminație. Cardinalul Bona ne descrie cam patru feluri de terminații de cârje: a unui glob, a unei cruci, a unui T și a doi șerpi afrontați. Forma actuală a cârjei pare a fi rezultatul unei combinații a acestor forme: cârja se termină prin doi șerpi afrontați, având între ei un glob mic cu cruce pe el.

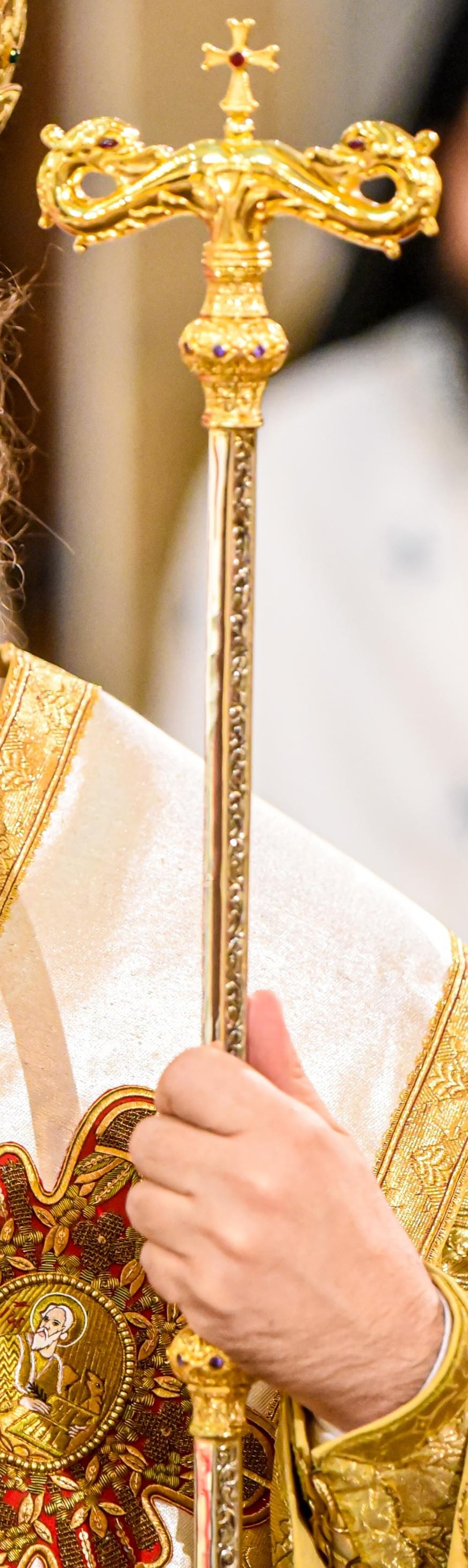
Pateriță Ortodoxă

În Muzeul de Artă bisericească se găsesc trei cârje episcopale, aparținând secolului al XVIII-lea. Două au terminația șerpilor afrontați, fără globulețul de la mijloc, iar una are o terminație simplă. Aceste cârje sunt toate din lemn. Până in secolul al XVIII-lea, numai patriarhii si mitropoliții purtau cârje argintate, numite la noi „paterițe”. O astfel de cârjă ține în mână Antim Ivireanul, în portretul său ctitoresc de la Biserica Antim.

## Practică liturgică
Cârja sau toiagul păstoresc, „baculus pastoralis”, simbolizează rolul de bun păstor al ierarhului creștin. Isus din Nazaret spune despre sine în evanghelia după Ioan că este Păstorul cel bun. El este modelul de conduită ideală pentru apostoli și pentru succesorii lor. Toiagul este din această perspectivă un simbol pentru funcția pastorală a instituției arhierești. 
La primirea cârjei se rostește o rugăciune: „Toiagul puterii tale ți-l va trimite Domnul din Sion”. Această rugăciune sugerează autoritatea sacramentală, de conducător al turmei încredințate spre păstorire, pe care o are arhiereul. Acesta primește cârja de la episcop, episcopul de la mitropolitul său, iar mitropolitul când este instalat într-un scaun mitropolitan primește de la patriarhul său cârja arhierească. Toiagul este un obiect de cult care se folosește în toate zilele de către ierarh, spre deosebire de cârjă, care face parte din lucrarea sacerdotală, liturgică a arhiereului.
Ori de câte ori arhiereul intră în biserică să slujească, se îmbracă în mantie și primește cârja. În afară de cult, cârja se poate purta și la procesiuni.

## Simbolistică
Paterița se termină în partea superioară cu un motiv decorativ care diferă formal, tematic și simbolic de la arta apuseană la cea orientală bizantină.  
În arta apuseană capătul răsucit al cârjii arhierești este împodobit fie cu motive vegetale fie cu șerpi cu gurile deschise. Motivele vegetale amintesc de toiagul lui Aaron, care a înfrunzit, înflorit și dat fructe înaintea Domnului ca însemn al alegerii lui Aaron ca mare preot. În unele paterițe apusene medievale apare un șarpe înghițind un alt șarpe, un motiv al autorității și puterii divine, cu trimitere la același toiag al lui Aaron. Există și exemple în care motivul vegetal și cel al șarpelui sunt combinate.
În arta răsăriteană bizantină capătul pateriței este împodobit cu șerpi afrontați, privind unul spre celălalt, având între ei un glob sau o cruce. Șerpii afrontați din paterițele bizantine simbolizează înțelepciunea pastorală, cu trimitere la citatul: „Iată Eu vă trimit ca pe niște oi în mijlocul lupilor; fiți dar înțelepți ca șerpii și blânzi ca porumbeii”. Globul și crucea ar însemna că arhiereul păstorește turma lui Hristos.
Alte semnificatii ar mai putea fi: a) atotputernicia lui Dumnezeu: alfa si omega - "Eu sint alfa si omega Cel dintai si cel de pe urma, Atottiitorul!". Alfa este Crucea, Lumina cea fara de-nceput, cuvantul lui Dumnezeu ce straluceste in toate directiile, umpland lumea de Viata si Binecuvantare. Iar "omega" - ultima litera a alfabetului grec se constituie in cei doi serpi. Asta ne aminteste, printre altele, de proorocia batranului orb, Simeon, care ii prevede Maicii Domnului durerea viitoare dar si speranta invierii (Evanghelia): "Prin inima ta va trece sabie... dar, Cel ce se va naste din tine, va taia sarpele in doua spre mantuirea multora!" 

## Capete de cârje apusene medievale

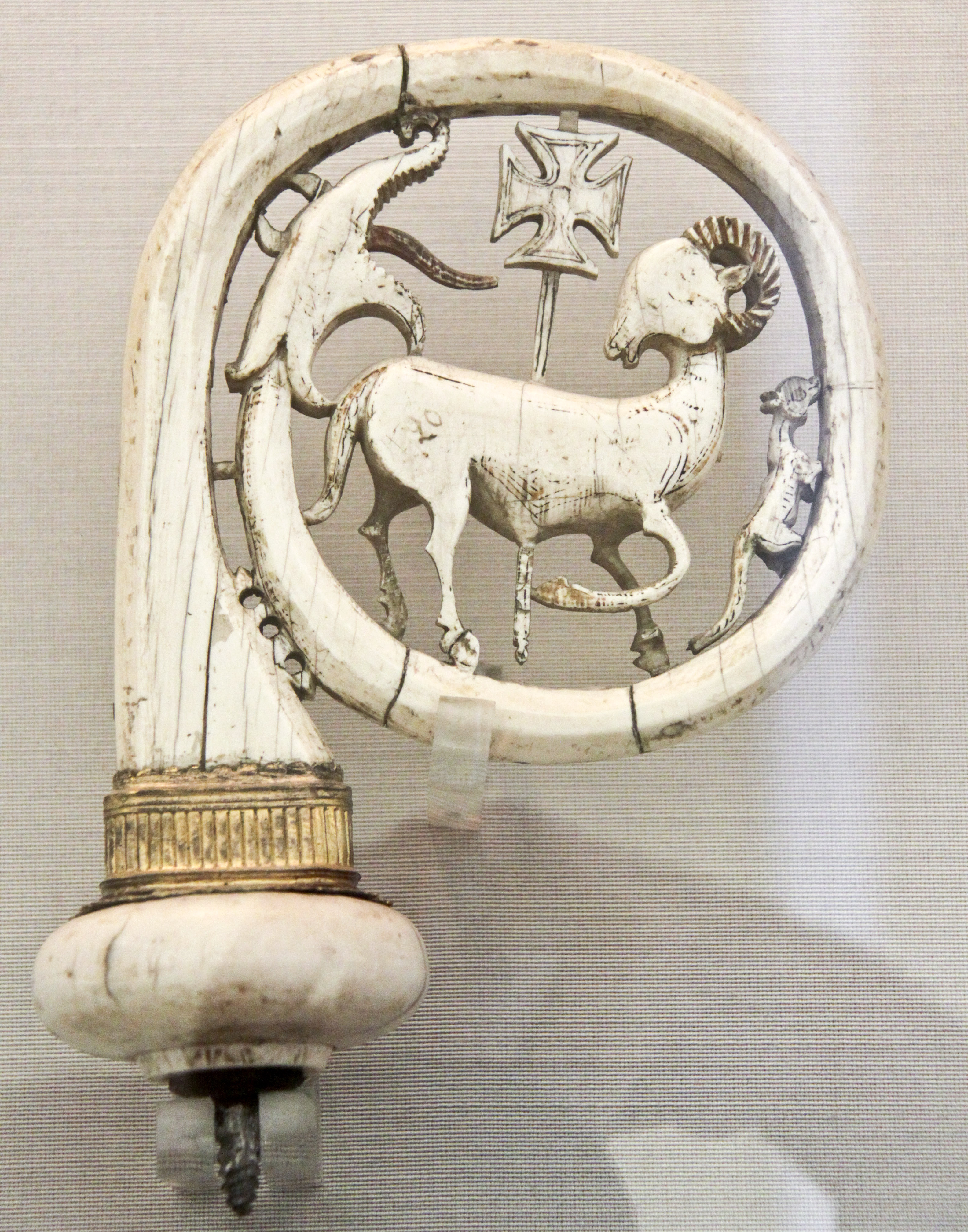
Italia, sec 12
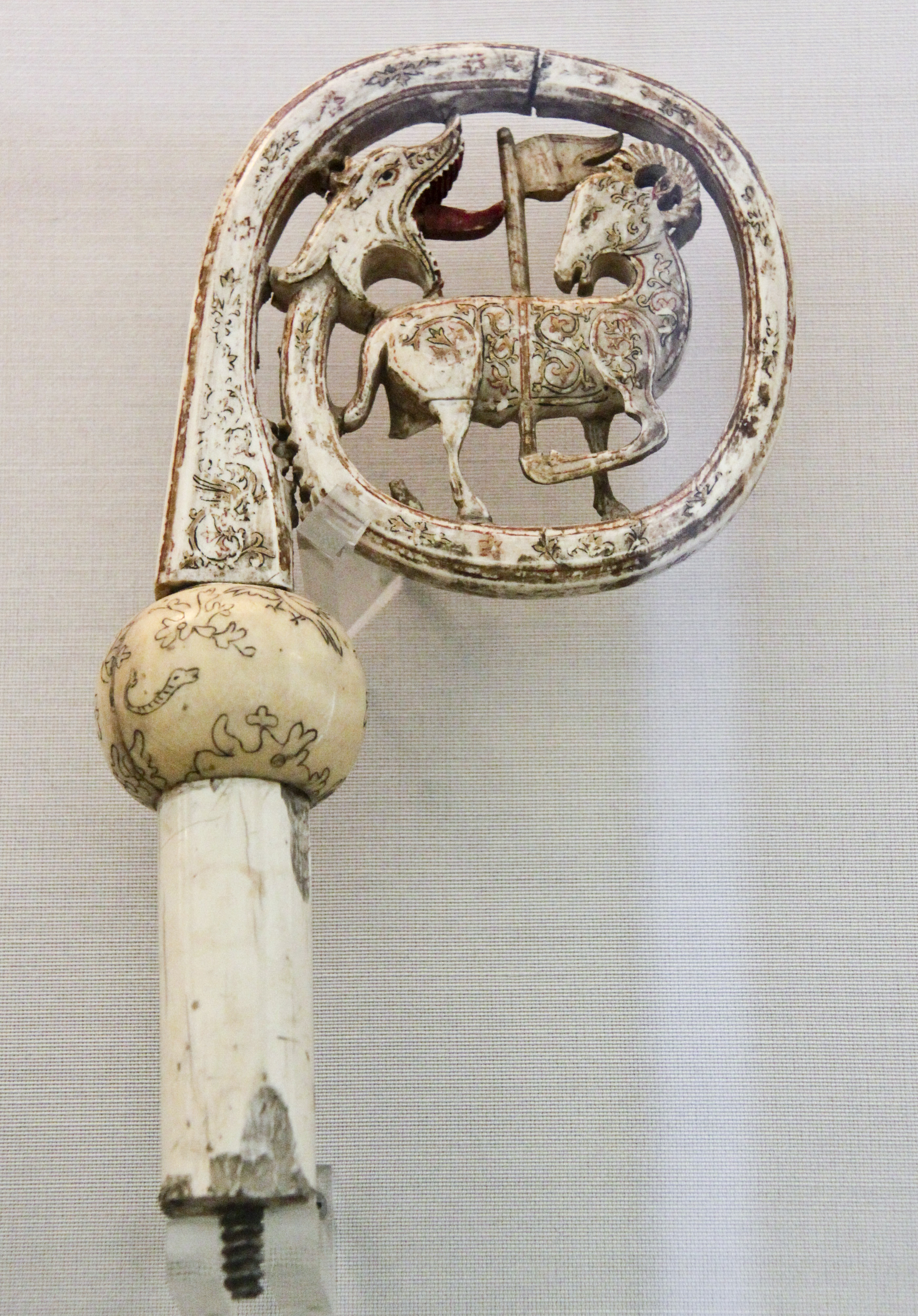
Italia, sec 12
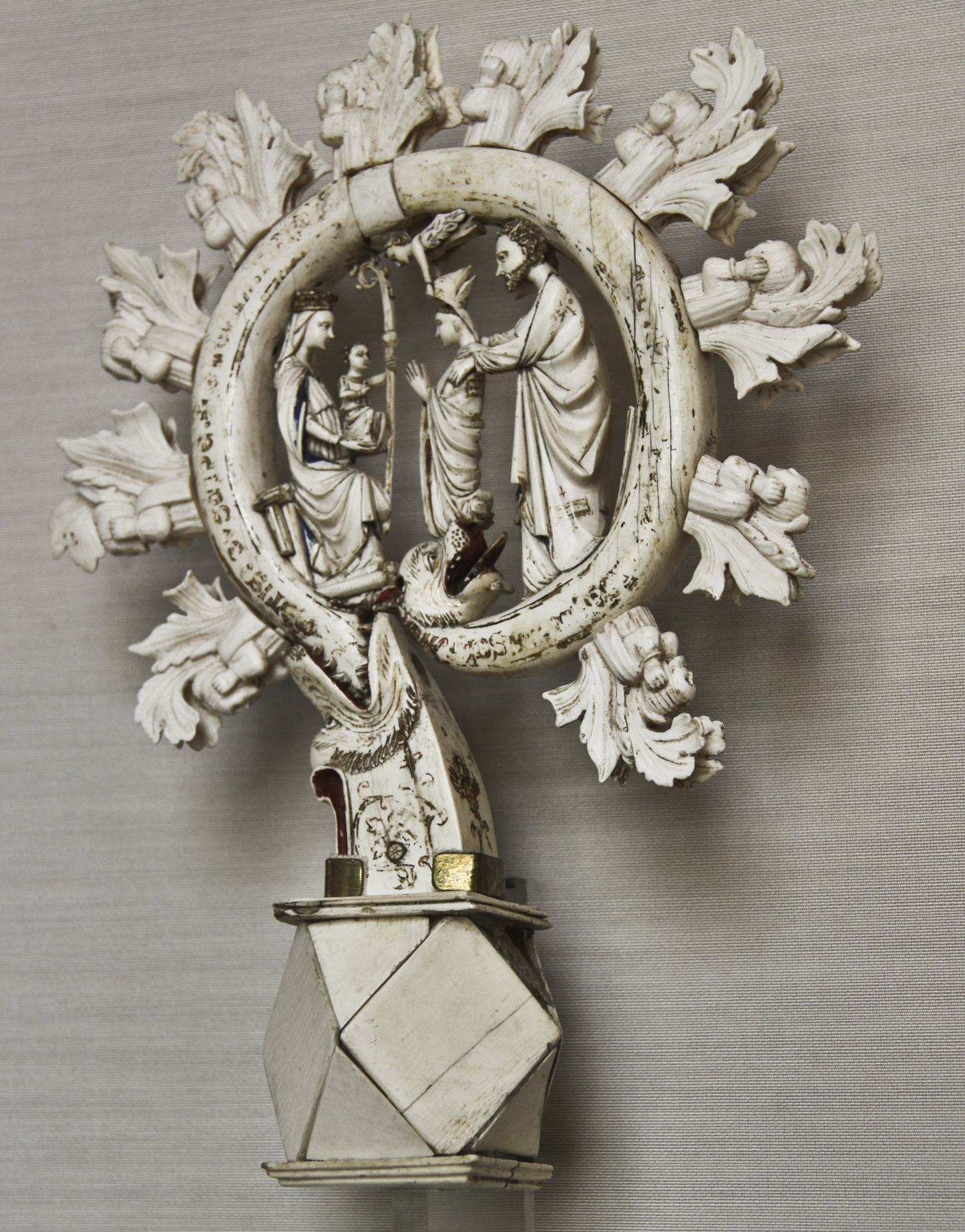
Italia, sec 14
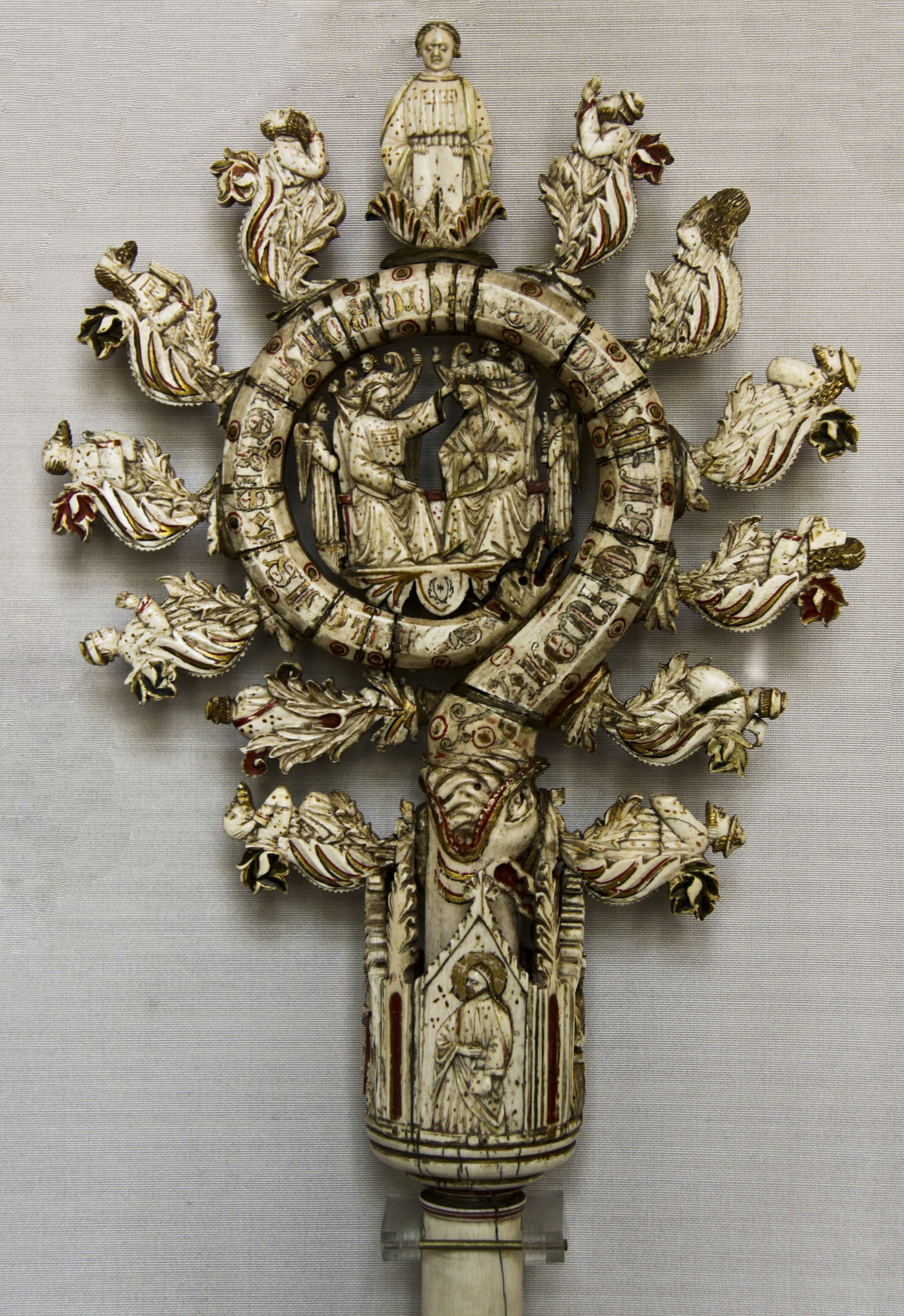
Italia, sec 14
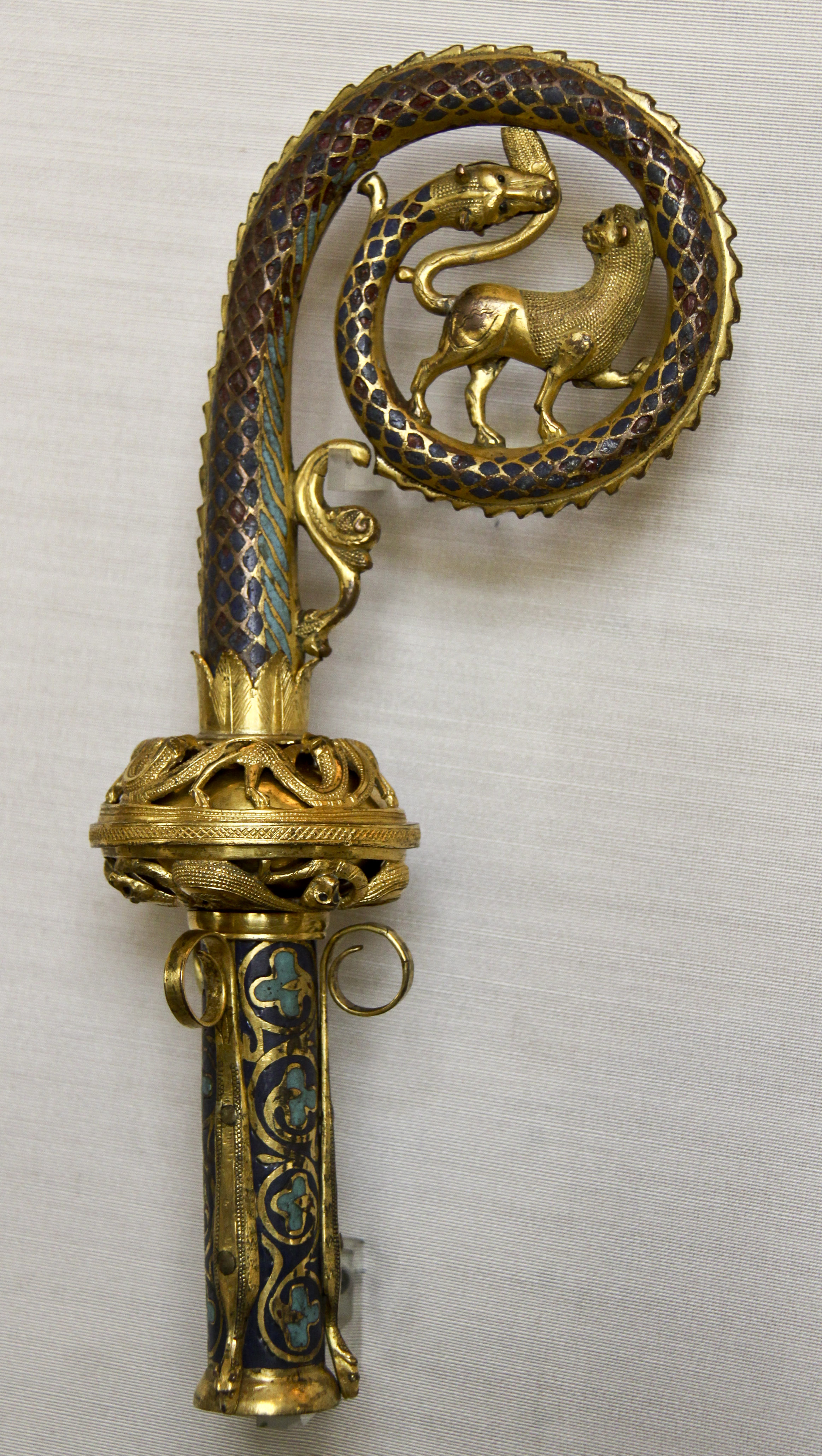
Limoges, Franţa, sec 13
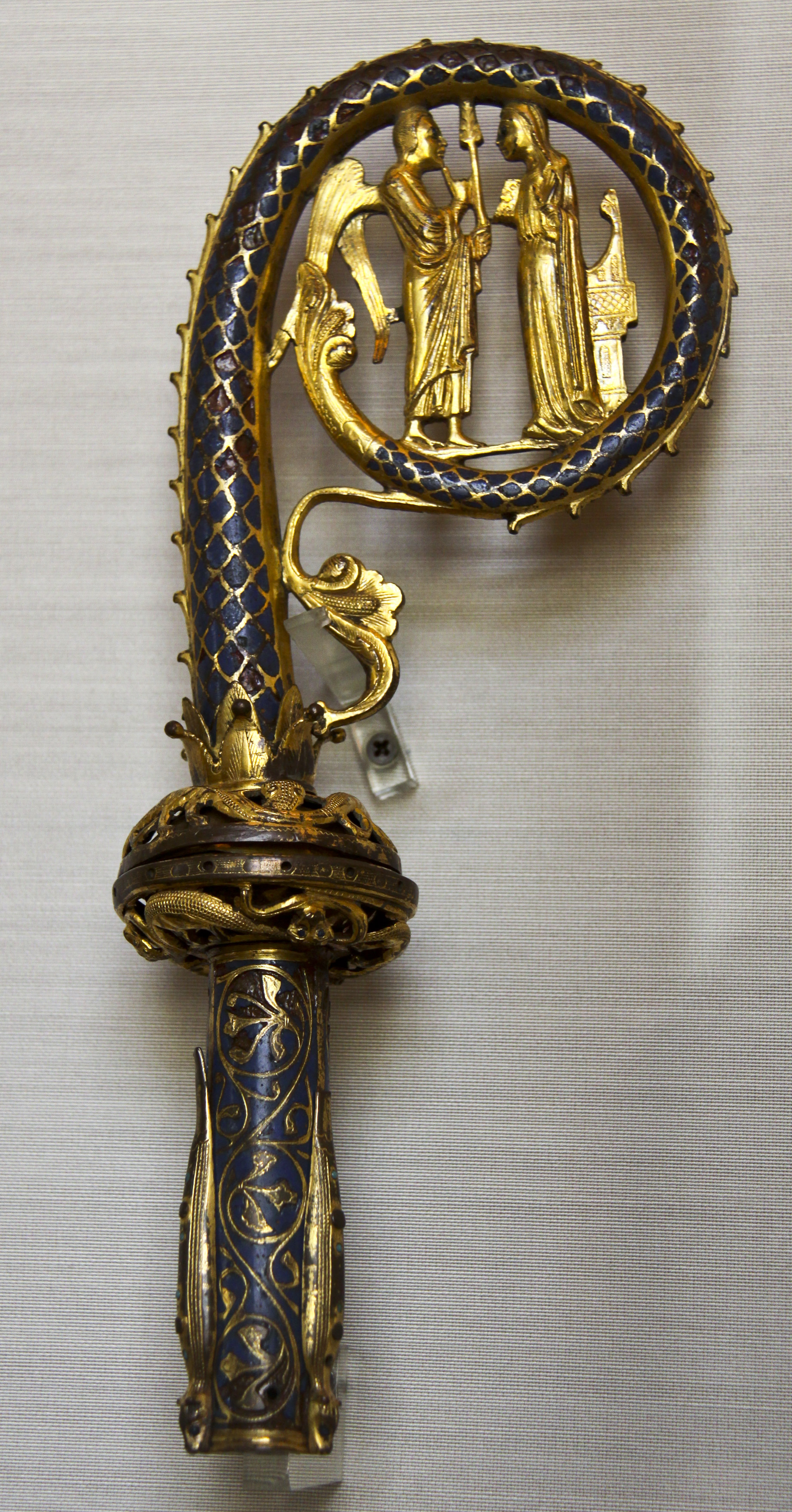
Limoges, Franţa, sec 13
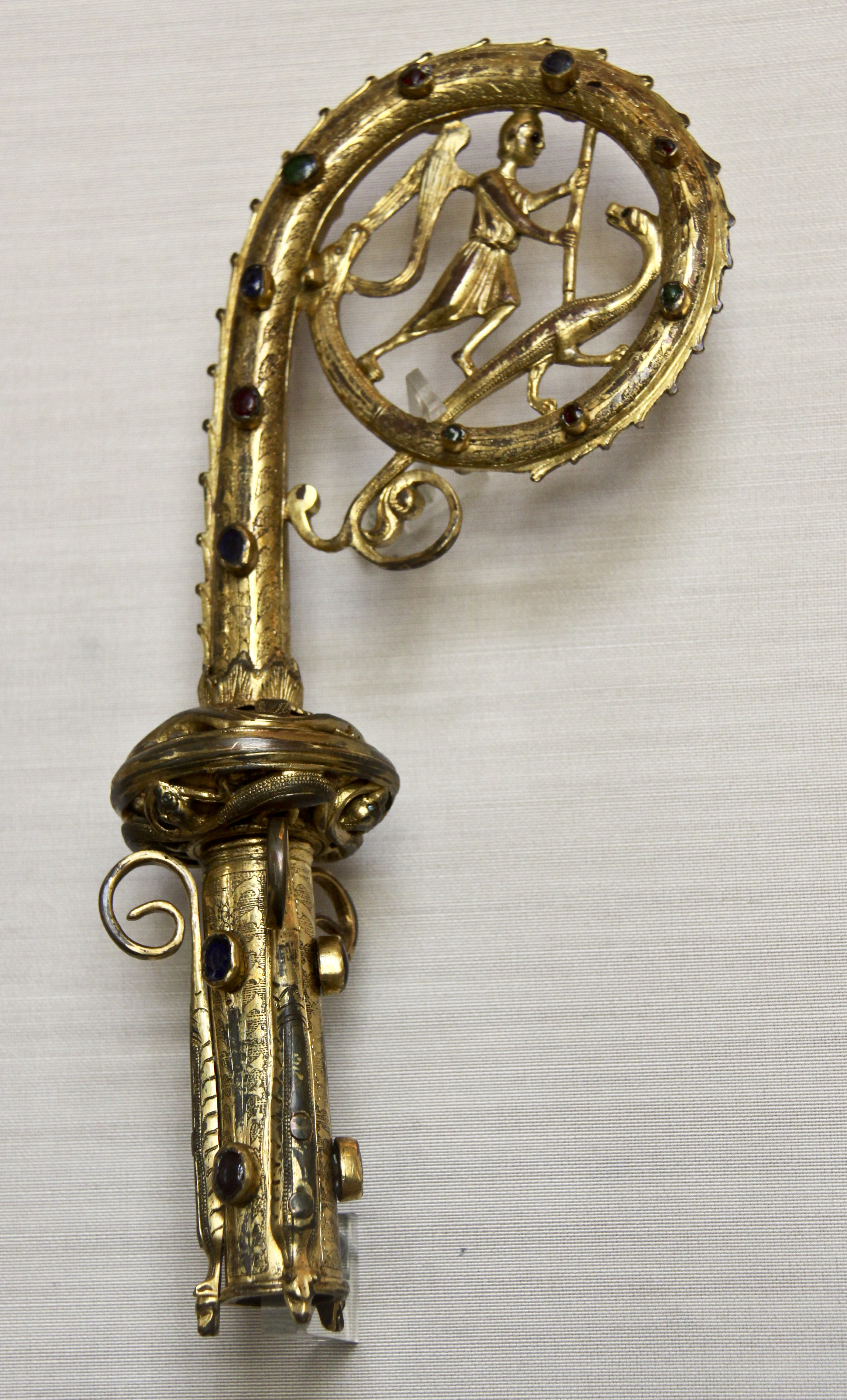
Limoges, Franţa, sec 13
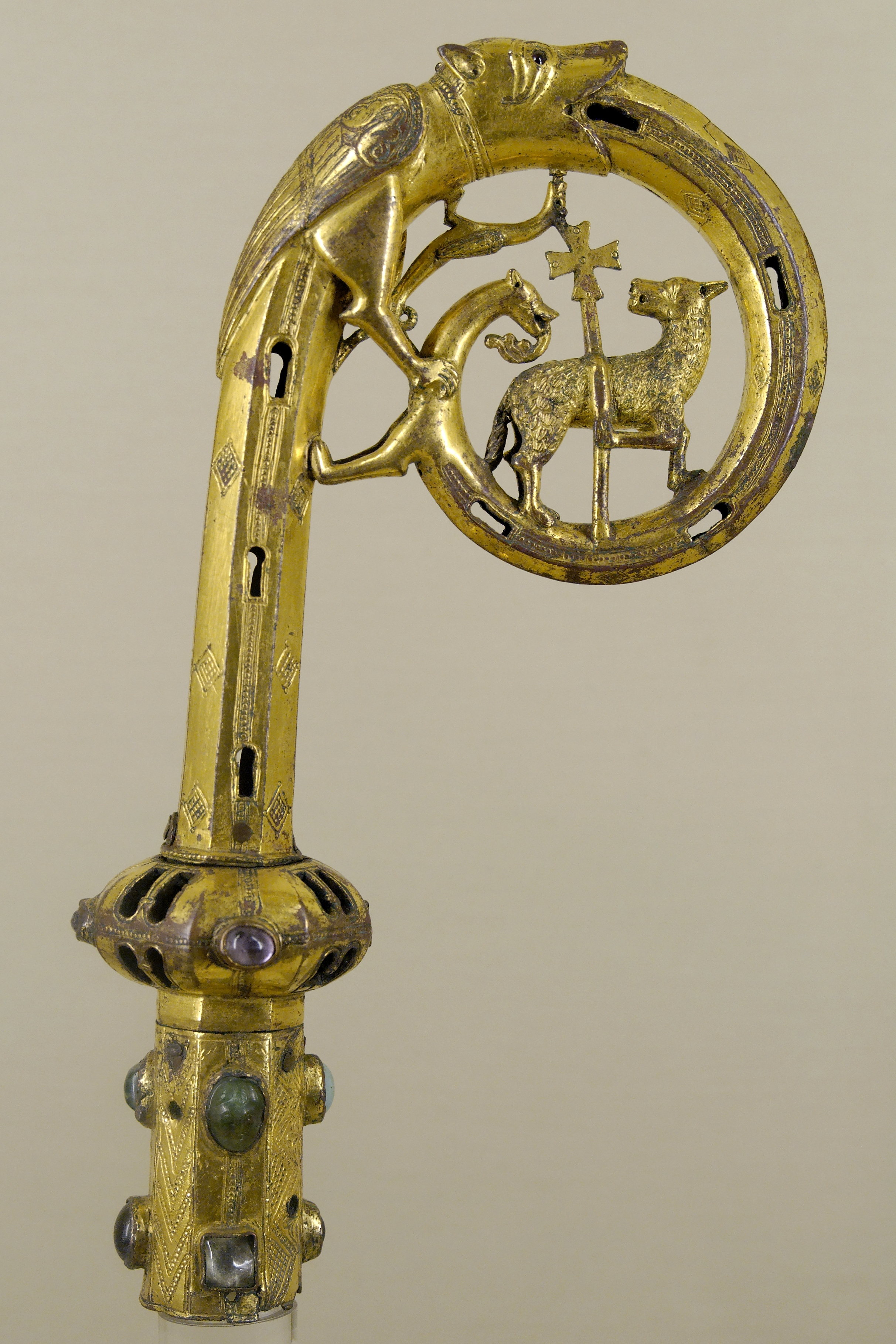
Franţa, sec 13